# Estación de Maestra Justa Freire-Polideportivo Aluche
Maestra Justa Freire-Polideportivo Aluche, anteriormente Fanjul, también denominada "Justa Freire" a secas, es un apeadero ferroviario situado en el municipio español de Madrid, en la Comunidad de Madrid. Se encuentra ubicado en el distrito de Latina, bajo la avenida de Las Águilas. Las instalaciones prestan servicio al barrio de Las Águilas y al polideportivo municipal de Aluche. Su tarifa corresponde a la zona A según el Consorcio Regional de Transportes.

## Situación ferroviaria
Las instalaciones se encuentran situadas en el punto kilométrico 8,3 de la línea férrea de ancho ibérico Móstoles-Parla.

## Historia
Históricamente, esta parte de la capital había estado cubierta por la línea Madrid-Almorox, que disponía de una estación denominada «Campamento». Recibía este nombre las instalaciones militares de la zona y coexistía con la estación militar homónima del ferrocarril militar Campamento-Leganés.
El 29 de octubre de 1976 la empresa estatal RENFE inauguró la línea ferroviaria de ancho ibérico entre Aluche y Móstoles, la cual disponía de cinco estaciones intermedias: Fanjul, Las Águilas, Cuatro Vientos, San José de Valderas y Alcorcón. La estación de Fanjul recibía esta denominación en memoria del general Joaquín Fanjul, que había sido uno de los líderes del golpe de Estado de julio de 1936 en Madrid. En 1991 los servicios del trazado Aluche-Móstoles fueron absorbidos por la línea C-5 de Cercanías Madrid. En enero de 2005 la titularidad de las infraestructuras ferroviarias pasó a manos del ente Adif.
El 17 de marzo de 2023 el Ministerio de Transportes decretó el cambio de nombre de la estación por el de «Maestra Justa Freire-Polideportivo Aluche», en honor a Justa Freire, atendiéndose también una resolución de la Junta Municipal de Latina que había propuesto la denominación de «Polideportivo».

## Líneas y conexiones

### Cercanías
| procedencia/destino                                                                        | < estación | línea | estación >  | destino/procedencia |
| ------------------------------------------------------------------------------------------ | ---------- | ----- | ----------- | ------------------- |
| Humanes FuenlabradaH                                                                       | Aluche     |       | Las Águilas | Móstoles-El Soto    |
| H La mitad de los trenes llegan hasta Fuenlabrada e inician su recorrido en dicha estación |            |       |             |                     |

### Autobuses
| Diurnos |                     |                                                                                            |
| Línea   | Destino             | Parada                                                                                     |
| 139     | Carabanchel Alto    | 656 MAESTRA JUSTA FREIRE POLIDEPORTIVO ALUCHE CERCANÍAS (Av. Las Águilas, 25)              |
| 139     | Dehesa del Príncipe | 657 MAESTRA JUSTA FREIRE POLIDEPORTIVO ALUCHE CERCANÍAS (Av. Las Águilas frente al N.º 25) |